# Melissodes labiatarum
Melissodes labiatarum är en biart som beskrevs av Cockerell 1896. Melissodes labiatarum ingår i släktet Melissodes och familjen långtungebin. Inga underarter finns listade i Catalogue of Life.